# سم بازورت
سم بازورت (انگلیسی: Sam Bosworth; ۵ آوریل ۱۹۹۴) قایقران روئینگ اهل نیوزیلند است.
وی در مسابقات کشوری و بین‌المللی در مجموع برندهٔ ۲ مدال طلا، ۳ مدال نقره، ۱ مدال برنز شده‌است.